# 6268 Versailles
För andra betydelser, se Versailles (olika betydelser).
6268 Versailles eller 1990 SS5 är en asteroid i huvudbältet som upptäcktes den 22 september 1990 av den belgiske astronomen Eric W. Elst vid La Silla-observatoriet. Den är uppkallad efter den franska staden Versailles.
Den tillhör asteroidgruppen Euterpe.